# Rossinyol bord muntanyenc
El rossinyol bord muntanyenc (Horornis fortipes) és una espècie d'ocell de la família dels cètids (Cettiidae). Es troba a Bangladesh, Buthan, Xina, l'Índia, Laos, Myanmar, Nepal, el Pakistan, Taiwan i Vietnam. Els seus hàbitats principals són els boscos temperats, els boscos tropicals i subtropicals de frondoses humits de l'estatge montà, els matollars temperats, els matollars secs tropicals i subtropicals i les plantacions. El seu estat de conservació es considera de risc mínim.